# Осовиница
Осовиница је кратка осовина која служи за остваривање зглавкастих веза између машинских елемената. Служе за остваривање кружног или осцилаторног кретања (на примјер између кјуначе и клипа).
Постоје пуне и шупље осовинице, а друга подјела је на осовинице са и без наслона. 